# هامور گوژپشت
هامور گوژپشت (نام علمی: Chromileptes altivelis) نام یک گونه از تیره هامورماهیان است.